# Juntendō-Universität

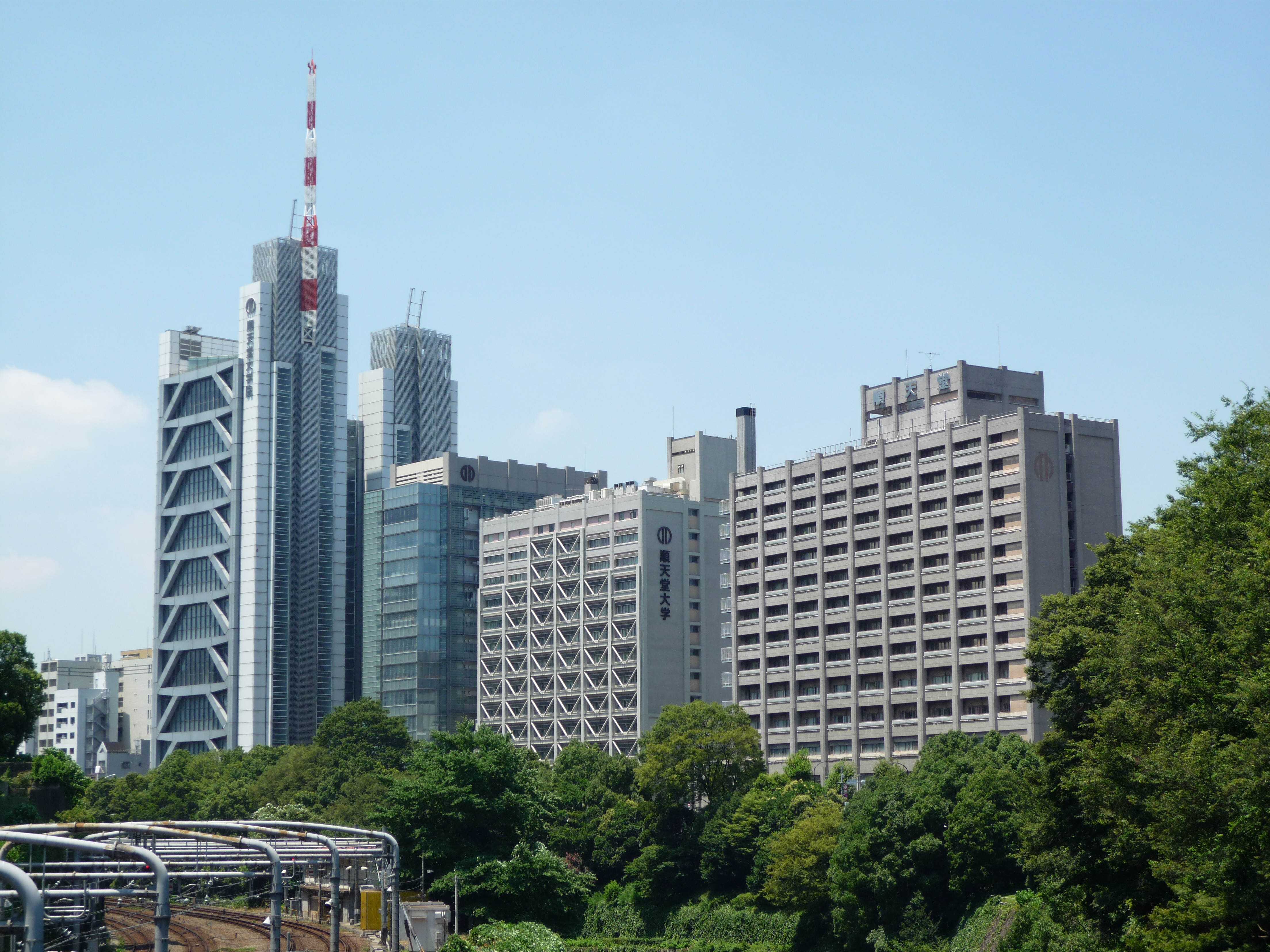
Blick von der Ochanomizu-Brücke auf die Juntendo-Universität (2011)

Die Juntendō-Universität (jp. 順天堂大学 Juntendō daigaku) ist eine japanische Privatuniversität mit Fokus auf Medizin und Gesundheitswesen.

## Hintergrund
Der Hauptsitz befindet sich auf dem Campus in Bunkyō, Tokio, für die Medizinfakultät, und in Inzai, Chiba für Gesundheits- und Sportwissenschaften. Die Medizinhochschule geht auf das Jahr 1838 zurück, die weiteren Abteilungen kamen 1946 hinzu.
Juntendō wurde 1838 von Taizen Satō begründet, der in Nagasaki bei Ryōhei Ōishi und Eiken Narabayashi, zwei Schülern Philipp Franz Balthasar von Siebolds, ausgebildet wurde und in seiner Tätigkeit östliche und westliche medizinische Praktiken verband. Insbesondere berücksichtigte er Erkenntnisse zur Chirurgie in seiner Tätigkeit und übertrug dabei teilweise die ihm auf Niederländisch vorliegenden Arbeiten von Maximilian Joseph von Chelius ins Japanische. Er arbeitete und lehrte in Sakura, ehe unter seinem Schüler Takanaka Satō die Arbeit nach Tokio verlegt wurde. Dieser lehrte dort zeitweise an der Daigaku Tōkō (大学東校), dem aus der Pockenimpfbehörde hervorgegangenen Vorläufer der Medizinfakultät der Universität Tokio. Auf Basis einer von ihm veröffentlichten Petition wurde 1873 ein privates Krankenhaus sowie die Lehranstalt errichtet. Die Entstehungsgeschichte kann exemplarisch für das Japan in der Wende von der Edo- in die Meiji-Zeit gesehen werden, in der sich Japan in Richtung moderner Großmacht mit Öffnung gegenüber westlichen Ideen wandelte.
An der Hochschule studierten einige der renommiertesten Sportler Japans, die als Teil der Universitätsmannschaften für ihre Wettkämpfe trainierten. Darunter finden sich unter anderem mit Daichi Suzuki, Daiki Hashimoto, Ryōhei Katō, Yūsuke Suzuki, Kazuma Kaya und Shinji Takahira Medaillengewinner bei Olympischen Spielen oder Welt- und Kontinentalmeisterschaften ihrer Sportarten. Zudem standen mehrere Vertreter der Universität im Aufgebot der japanischen Fußballauswahl, die bei der Sommer-Universiade 2019 den Titel gewann.